# Sarah Reid
Sarah Reid (Calgary, 2 giugno 1987) è una skeletonista canadese.

## Palmarès

### Mondiali
- 2 medaglie:
  - 2 bronzi (singolo, squadre miste a Sankt Moritz 2013).

### Coppa del Mondo
- Miglior piazzamento in classifica generale: 5ª nel 2013.
- 6 podi (5 nello skeleton, 1 a squadre):
  - 1 vittoria (nello skeleton);
  - 3 secondi posti (2 nello skeleton, 1 a squadre);
  - 2 terzi posti (nello skeleton).

#### Coppa del Mondo - vittorie
| Data            | Luogo       | Paese       | Disciplina |
| --------------- | ----------- | ----------- | ---------- |
| 8 novembre 2012 | Lake Placid | Stati Uniti | singolo    |